# وراتیموو
وراتیموو (به چکی: Vratimov) یک منطقهٔ مسکونی و شهرستان دارای شهرک سابقاً روستا در جمهوری چک است که در شهرستان استراوا-میستو واقع شده‌است. وراتیموو ۱۴٫۱۴ کیلومتر مربع مساحت و ۷٬۱۵۱ نفر جمعیت دارد و ۲۵۰ متر بالاتر از سطح دریا واقع شده‌است.

## خواهرخوانده
شهر سنی خواهرخواندهٔ وراتیموو هست.